# Сезар Сьєло Фільйо
Сезар Сьєло Фільйо  (порт. César Cielo Filho, 10 січня 1987) — бразильський плавець, олімпійський чемпіон.

## Виступи на Олімпіадах
| Олімпіада   | Дисципліна           | Місце |
| ----------- | -------------------- | ----- |
| Пекін 2008  | 50 м вільним стилем  | 1     |
| Пекін 2008  | 100 м вільним стилем | 3     |
| Пекін 2008  | 4×100 вільним стилем | DSQ   |
| Лондон 2012 | 50 м вільним стилем  | 3     |
| Лондон 2012 | 100 м вільним стилем | 6     |